# Stopsley
Stopsley är en stadsdel i Luton, i distriktet Luton, i grevskapet Bedfordshire i England. Stadsdelen hade 7 004 invånare år 2021. Stopsley var en civil parish 1896–1933 när blev den en del av Luton, Hyde och Streatley with Sharpenhoe. Civil parish hade 1 474 invånare år 1931.